# Anarete buscki
Anarete buscki är en tvåvingeart som beskrevs av Ephraim Porter Felt 1915. Anarete buscki ingår i släktet Anarete och familjen gallmyggor. Inga underarter finns listade i Catalogue of Life.